# Мецовска хора
Мецовска хора (на гръцки: Χώρα Μετζόβου) или Мецохора е обособена самостоятелна османска административно-фискална единица от средата на XVII век.
Център на областта е град (на османотурски касаба и на старогръцки хора) Мецово. Хората включва и съседните села – Малакаси, Куцуфляни, Амеру и Кяре. Селата са дервентджийски. Към средата на XVIII век обаче, във връзка със социално-икономическите промени в Османската империя, управлението на хората придобива все по-олигархична форма. Хората има и конфесионална самостоятелност.
През XVIII и XIX век тази общност е отбелязвана в османските архиви като Мецовско войводство. 